# Juniville
Juniville település Franciaországban, Ardennes megyében. Lakosainak száma 1232 fő (2022. január 1.). Juniville Alincourt, Annelles, Aussonce, Bignicourt, Ménil-Lépinois, La Neuville-en-Tourne-à-Fuy és Perthes községekkel határos.

## Népesség
A település népességének változása:
| Lakosok száma | 718  | 760  | 829  | 1068 | 1196 | 1213 | 1226 | 1233 | 1247 | 1232 |
|               | 1968 | 1982 | 1990 | 2006 | 2013 | 2015 | 2017 | 2019 | 2020 | 2022 |